# Papaver dubium
Papaver dubium és una espècie pertanyent a la família de les papaveràcies que habita a Europa, Àsia occidental i central, Nord d'Àfrica i Macaronèsia, així mateix està dispersada a gran part de la península Ibèrica i Balears. Creix en terrenys cultivats, tot i que també pot aparèixer rebolledes. Papaver dubium és molt semblant a la rosella (Papaver rhoeas) però amb els pètals vermells més pàl·lids i curts, d'1,5 a 3 cm, de vegades amb una taca fosca a la base. El fruit és una càpsula el doble de llarga que d'ampla, entre 1,5 i 2 cm de llarg i entre 7 i 9 radis al disc. La part superior de la tija i capítols florals amb pèls erectes, de vegades erecte-patents prop de la flor. Floreix a la primavera i estiu. El nom genèric «Papaver» prové del llatí păpāvĕr, vĕris, que és el nom per a referir-se a la rosella. «Dubium» és un epítet llatí que significa "dubtosa".